# Anchistylis watlingi
Anchistylis watlingi is een zeekommasoort uit de familie van de Diastylidae. De wetenschappelijke naam van de soort is voor het eerst geldig gepubliceerd in 2007 door Gerken & Haye.